# Třída North Carolina
Třída North Carolina byla třída bitevních lodí US Navy, skládající se z jednotek USS North Carolina a USS Washington, které se účastnily druhé světové války. Byly to první americké bitevní lodě postavené od skončení Washingtonské konference. Americký Kongres jejich stavbu objednal ve finančním roce 1938 a do služby obě lodě vstoupily v první polovině roku 1941. Za války sloužily především k doprovodu amerických letadlových lodí.

## Konstrukce

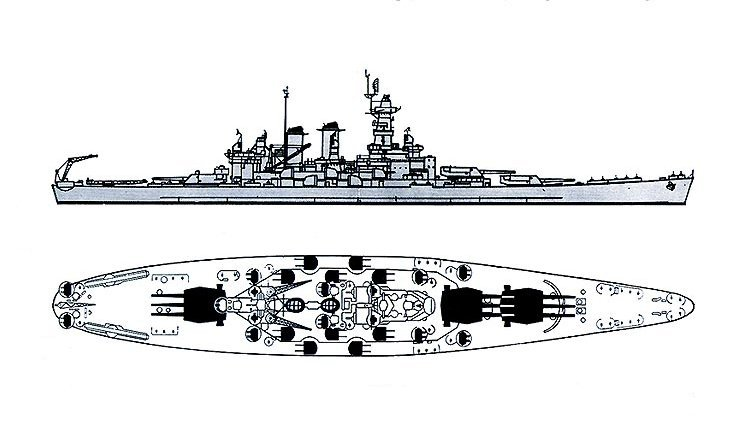
Schéma rozmístění výzbroje

Hlavní výzbroj lodí tvořilo devět 406mm kanónů ve třech třídělových věžích, které doplňovalo 10 dvoudělových věží se 127mm kanóny. Protiletadlové zbraně měly ráži 28 a 12,7 mm, pro nízkou účinnost byly později nahrazeny 20mm a 40mm kanóny (na konci války jich lodě nesly mnoho desítek kusů – např. u lodi North Carolina to bylo 90 kusů 40mm kanónů a 56 kusů 20mm kanónů). Lodě také nesly tři hydroplány. Byly též vybaveny radarem.
Boky kryl pancéřový pás silný až 305 mm, paluba měla sílu 140 mm a čela dělových věží 394 mm. Pohon tvořila čtyři turbínová soustrojí General Electric a osm kotlů Babcock & Wilcox o maximálním výkonu 121 000 shp. Lodě dosahovaly rychlosti až 28 uzlů.

## Operační nasazení
Druhou světovou válku North Carolina strávila na Tichomořském válčišti, kde obvykle doprovázela úderné svazy letadlových lodí. Washington byl do roku 1942 součástí atlantické eskadry amerického námořnictva se základnou ve Scapa Flow aby byl poté také převelen do Tichomoří. Washington se 15. listopadu 1942 účastnil námořní bitvy u Guadalcanalu ve které potopil japonskou bitevní loď Kirišima (role bitevní lodi USS South Dakota byla jen okrajová).

## Poválečná služba
Obě lodě válku přečkaly. North Carolina byla upravena na cvičnou loď, roku 1961 byla vyřazena ze služby a poté přeměněna v plovoucí muzeum. V takové podobě se dochovala dodnes. Washington byl v roce 1947 převeden do rezervy a roku 1961 prodán k sešrotování.